# Trezzano Rosa
Trezzano Rosa est une commune italienne de la ville métropolitaine de Milan, dans la région de la Lombardie.

## Administration
| Période                                  | Période | Identité          | Étiquette | Qualité |
| ---------------------------------------- | ------- | ----------------- | --------- | ------- |
| 2015                                     |         | Daniele Grattieri |           |         |
| Les données manquantes sont à compléter. |         |                   |           |         |

### Communes limitrophes
Busnago, Roncello, Grezzago, Basiano, Pozzo d'Adda.